# Скорпіон (пілотажна група)
«Скорпіон» (Scorpion) — пілотажна група Сухопутних військ Польщі.
Група літає на чотирьох ударних гелікоптерах Мі-24.

## Історія
Ескадрилья була сформована в 1999 році у складі 49-го гелікоптерного полку в місті Прущ-Гданський. Того ж року дебютувала на авіаційній виставі в місті Радом.
Діяльність авіагрупи була припинена, коли деякі з її пілотів вибули до Афганістану в складі коаліційних військ Організації північноатлантичного блоку.
Польська ескадрилья «Скорпіон» є однією з двох пілотажних груп світу, що літають на гелікоптерах Мі-24 (поряд з російськими «Беркутами»).